# Arno Hach
Arno Hach (* 23. November 1877 in Chemnitz; seit 1945 verschollen; eigentlich Arno Max Reinhard Hengsbach) war ein deutscher Verlagsredakteur und Schriftsteller.

## Leben und Wirken
Arno Hach besuchte das Gymnasium in Chemnitz und studierte seit 1899 Kunstgeschichte an der Technischen Hochschule Dresden. Danach lebte er als Verlagsredakteur in Chemnitz und Leipzig, seit 1913 in Berlin. Zwischen 1901 und 1920 ist er mit mehreren Buchveröffentlichungen hervorgetreten. Er schrieb Gedichte und Theaterstücke in erzgebirgischer Mundart. Sein Hauptinteresse galt jedoch der Phantastik (Märchen, Erzählungen, Geschichten zwischen Traum und Wirklichkeit). Als Offizier nahm er am Ersten Weltkrieg teil. Die Fronterlebnisse beeinflussten möglicherweise sein 1920 erschienenes Hauptwerk Der Kopf des Maori. 
Nach 1930 widmete sich Hach der Stadt- und Kulturgeschichte Berlins. Die 1933 erschienene Broschüre Alt-Berlin im Spiegel seiner Kirchen war seine letzte Buchpublikation. Seit 1942 lebte er mit seiner Frau in Ostpreußen. 1945 verliert sich seine Spur in Danzig auf der Flucht. Von mehreren seiner Werke sind in den letzten Jahren Nachdrucke erschienen. Zwei seiner Frühwerke sind heute nicht mehr auffindbar.

## Werke

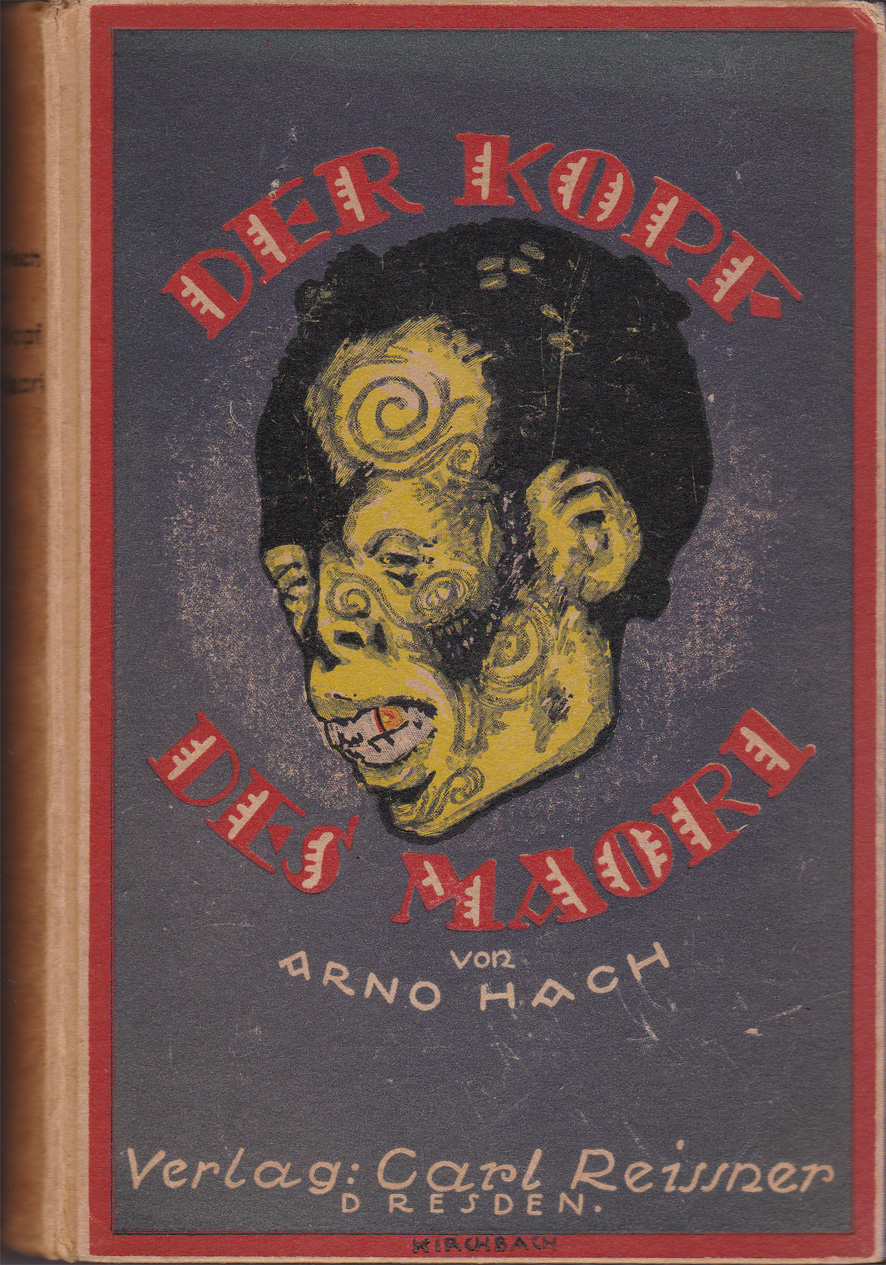
Der Kopf des Maori Originalausgabe Vlg. Carl Reißner, Dresden 1920

- Licht- und Schattenflecke. Geschichten. Verlag E. Pierson Dresden 1901.
- Launen und Leidenschaften. Psychologische Skizzen. Verlag E. Pierson Dresden 1903.
- Fratzen. Zwölf Capriccios. Verlag H. Diegmann Dresden 1904.
- Erwartung. Tragische Szene in erzgebirgischer Mundart. Verlag Graser Annaberg 1905. = Erzgebirgisches Vereinstheater H. 7.
- Harlekin Tod. Elf Totentänze, Rochlitz : R. Zimmermann 1905. Nachdruck: Leipzig : F. Moser Nachf. 1909.
- Leichte Lieder, Dresden : O. Linser 1907.
- Zu Straßburg auf der Schanz, Volkstheater in erzgebirgischer Mundart, mit Wilhelm Schindler. Ohne Verlags- und Ortsangabe 1907.
- Lichter im Nebel. Mären und Bilder, Berlin Winz & Co. 1909; Zweite Ausgabe 1910. – Nachdruck der zweiten Ausgabe: Mattsee bei Salzburg : Beggerow 1994.
- Der Kopf des Maori. Geschichten zwischen Trug und Traum, Dresden : C. Reißner 1920. 
  - Teilauszug: Die Menschenhaut, Hamburg : Achilla Presse 2001 (mit Kurzbiographie von Arno Hach).
- Alt-Berlin im Spiegel seiner Kirchen. Rückblicke in die versunkene Altstadt. Mit einem Plan der Berliner Innenstadt um 1860, Berlin : Germania 1933. – Neuauflage: Ammerbuch : Beggerow 2002.